# Mesochorus punctipleuris
Mesochorus punctipleuris là một loài tò vò trong họ Ichneumonidae.